# Intégrateur web
 (janvier 2014).
Si vous disposez d'ouvrages ou d'articles de référence ou si vous connaissez des sites web de qualité traitant du thème abordé ici, merci de compléter l'article en donnant les références utiles à sa vérifiabilité et en les liant à la section « Notes et références ».
 (décembre 2014).

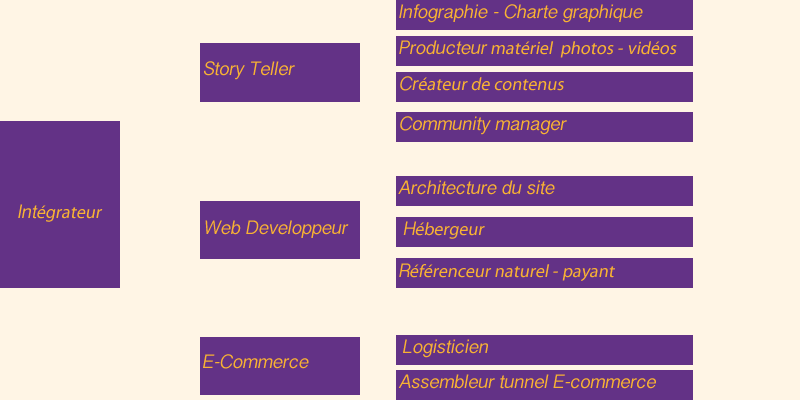
Tunnel de fabrication d'un site web

Un intégrateur web est une personne maitrisant différents métiers du web. Il développe des sites web professionnels respectant les dernières normes en matière de compatibilité, notamment les normes du World Wide Web Consortium (W3C). Les métiers du web sont nombreux. Le schéma ci-contre vous en donne un aperçu non exhaustif.
L'intégrateur web joue aussi le rôle d'interface entre le client final et les experts informatiques. Il traduit ainsi en langage clair les explications et demandes émanant des prestataires de services web.
L'intégrateur web assure également le suivi budgétaire du projet pour autant que le projet soit pertinent. La pertinence du projet est la première mission à laquelle doit s'attacher l'intégrateur web. C'est en effet à lui que revient la mission de valoriser de manière tant quantitative que qualitative l'opportunité pour une entreprise (principalement visées sont les TPE et PME de moins de 20 personnes) de développer son volet de communication numérique et aussi le niveau de cette communication qu'il convient de mettre en œuvre (site vitrine, publipostage électronique, site de commerce électronique, tunnel de commande, etc.).
Enfin, la dernière mission mais non la moindre est l'accompagnement pas-à-pas du développement du projet dans l'ensemble. 